# 車速信号
車速信号（しゃそくしんごう）とは、自動車の車速を割り出すために用いられるパルス信号のことである。

## 概要
自動車における車軸の回転数に比例してパルス信号を発生させ、パルス信号の数量に比例した車輌移動が生じたとしてECUにその情報を送り、
カーナビゲーションシステムの作動補助やトラクションコントロールシステム等、自動車の各種制御に供するために使用される。

## 歴史
初期のオートマチックは、アクセル開度と車軸の回転数だけで機械的に制御を行う、油圧制御が主であった（安価な軽自動車には2012年現在も採用されている）。
しかし、エンジンの高出力化、排出ガス規制の強化、ATの多段化などの為、国産車では1980年代の乗用車から取り入られはじめた（1980年代はまだMT車が多勢ではあった）。
一部高級車で、クルーズコントロールの制御にも取り入れ初められていた。
1990年代に近づくにつれてAT比率が高まるごとに、変速ショックの低減や省燃費志向がいっそう高まったことなどにより、より高度で綿密な制御が必要とされ、
それらに必要な自動車の速度情報と変速機の状態を電気的に処理してコントロールすることで実現してきた。
90年代後半では、更に排気ガス規制による高度なエンジン制御が必要になり、アイドリング時のエンジンストップや速度・変速機段に応じた燃焼状態の変化制御に用いられるようになった。
2000年代では、CVT車が増えたこともあり更に綿密な変速機コントロールであったり、走行安定性の向上の為にトラクションコントロールを採用する車も増えているため、それらの制御に使用されている。
現在採用されているアンチロック・ブレーキ・システムでは、制動時の「車輪ごと」の回転数差を検知して制御を行う為、ハブ部分にフォトダイオードを用いた速度検出機構を備える。駆動装置側から速度検出機構を省き、ABS用の車速センサーを用いて速度表示を行うものもある。
トランスミッションからの出力速度と車輪の速度が一定以上離れるとスリップ状態であることから、速度と横方向の加速度、ハンドルを切っている方向を検知して制御を行うのがESCをはじめとした横滑り防止装置である。

## 利用例
上に挙げた、自動変速機の制御、原動機の制御、トラクションコントロールシステムなどの他に、
車速が上がるとカーオーディオの音量を自動調整する機能であったり、一定速度以上になるとエアサスペンションの減衰性能を調整する機能を有する車両もある。
車種によっては、一定速度以上になるとエアスポイラやリップスポイラがせり出してくる車両もある（日本車では1980年代にR31型スカイラインやA80型スープラが採用、外国車ではポルシェ・ケイマン等が採用）。

## カーナビゲーションにおける利用
初期のカーナビゲーションシステムでは、GPSからの情報だけを演算し、現在位置を表示していた。
しかし、高速度で移動することもある自動車に搭載するには、演算性能が低く、「トンネル内は表示しない」「自車位置がズレる」「ビルの谷間等で位置が把握できなくなる」など、
性能には問題が多かった。
そこで、自動車そのものから発生する車速信号とジャイロセンサーを用いれば、GPSからの情報だけに依存することなく、現在いる位置からの移動をある程度補正する事ができるとなり、カーナビゲーションシステムに「ジャイロセンサーユニット」としてオプション設定されはじめた。
地図情報の高密度化、データの多様化に伴い通常搭載されるようになり、現在ではポータプルタイプを除く全てのナビゲーションシステムに搭載されている。
近年あまり呼ばれなくなったが、GPS情報に車速情報・ジャイロセンサからの情報を付加した測位方法を「ハイブリッド測位」と呼ばれる。
ポータプルタイプでは車速信号の配線が煩雑となるために通常車速信号を必要としないが、機種によっては車速入力・ジャイロセンサーユニットがオプション設定されている。
近年、加速度センサの価格低下によって、ジャイロセンサの代わりにマルチチャンネル加速度センサ搭載する機種も増えており、
加速度の変化をカウントすることで車速入力に代え、（固定型程ではないが）ある程度の位置精度の高度化が実現されつつある。

## 規格
元来、機械式スピードメーターの場合、1km走行ごとにメータワイヤは637回転（四輪）又は1,400回転（二・三輪）するとJIS規格で策定されている。これは別の見方をすると、時速60km/h走行時の一分あたりのワイヤ回転数も上記の通り（637又は1,400rpm）となる。
このメーターワイヤと接する部分（トランスミッション側かメータ側）にリードスイッチや各種センサーによるパルス発生装置を設けて信号を発生させている。
信号は、車種やメーカーによっても異なるが、（ワイヤ1回転につき）「2パルス」「4パルス」「8パルス」「16パルス」が多く採用されている。
なおJIS D5601-1992では 4,8,16,20,25パルスと策定されており、近年の国産車は4パルス設計である。
カーナビゲーションシステムによっては、このパルス数を手動設定しなければ正確な位置表示をしないものもある。
近年のナビゲーションシステムでは自動調整で、GPSからの情報と照らし合わせて正確な移動距離を把握する（精度の高さを学習レベルとして表示するものもある）。